# Ponderano
Ponderano (piemontiul: Pondran) település Olaszországban, Piemont régióban, Biella megyében. Lakosainak száma 3713 fő (2023. január 1.). Ponderano Biella, Borriana, Gaglianico, Occhieppo Inferiore, Sandigliano és Mongrando községekkel határos.

## Népesség
A település lakossága az elmúlt években az alábbi módon változott:
| Lakosok száma | 3792 | 3783 | 3713 |
|               | 2017 | 2018 | 2023 |